# Jean Marteau (1610-1662)
Pour les articles homonymes, voir Jean Marteau.
Jean Marteau, né en 1610 à Tours et mort en 1662 est un avocat, poète et ecclésiastique français.

## Biographie
Avocat au parlement, il écrit de la poésie. Il quitte le barreau pour prendre l'habit ecclésiastique.
Il est enterré à Saint-Nicolas-des-Champs.

## Écrits
- Philosophie morale (1656)

## Sources
- Jean-Louis Chalmel, Dictionnaire biographique de tous les hommes célèbres nés dans cette province, Fournier, 1828